# Anton Fuchs (Schriftsteller)
Anton Fuchs (auch Thomas Elten; * 29. Jänner 1920 in Wien; † 24. August 1995 in Klagenfurt) war ein österreichischer Schriftsteller.

## Leben
Fuchs legte 1938 die Matura ab und nahm als Soldat der Wehrmacht am Zweiten Weltkrieg teil. Im September 1944 desertierte er in den Niederlanden. Nach Kriegsende studierte er sieben Semester Medizin sowie drei Semester Germanistik und Philosophie an der Universität Wien. Von 1957 bis 1972 war er Angestellter bei der Internationalen Atomenergieorganisation in Wien. Ab 1972 lebte er als freier Schriftsteller in Klagenfurt und nahm 1980 am dortigen Ingeborg-Bachmann-Wettbewerb teil.
Sein Werk umfasst Romane, Erzählungen und Essays sowie Biografien zu verschiedenen österreichischen Musikern wie Berg, Mahler, Brahms, Wolf, Webern und Strutz. Sein Roman Deserteur basiert auf seiner Flucht vor der Wehrmacht im Zweiten Weltkrieg und wurde zunächst in einer niederländischen Übersetzung veröffentlicht, bevor die originale deutsche Fassung dreißig Jahre später veröffentlicht wurde.
Fuchs war seit 1971 Mitglied der Freimaurerloge Libertas und ab 1975 affiliiertes Mitglied der Loge Enzenberg.

## Auszeichnungen und Preise
- 1986: Theodor-Körner-Preis[2]
- 1974: Theodor-Körner-Preis[2]
- 1977: Preis der Friedrich Schiller Stiftung[2]
- 1989: KOGGE-Literaturpreis[2]

## Werke
- Vom Morgen in die Nacht, Molden Verlag, Wien [u. a.] 1968
- Imaginäre Berichte, Europaverlag, Wien 1974, ISBN 978-3-203-50500-8.
- Herbert Strutz, Carinthia, Klagenfurt 1977, ISBN 978-3-85378-104-3.
- Auf ihren Spuren in Kärnten, Kärntner Druck- und Verlagsgesellschaft, Klagenfurt 1982, ISBN 978-3-85391-074-0.
- Flaschenpost, Aigner-Verlag, Salzburg 1985
- Deserteur, Alekto-Verlag, Klagenfurt 1987, ISBN 978-3-900743-27-7.
- Spuren, Hitzeroth-Verlag, Marburg 1989, ISBN 978-3-89398-010-9.
- Ein verlorener Hafen, Calatra Press Enzinck – Auras, Lahnstein 1998, ISBN 978-3-88138-133-8.
- Nächtliche Begegnungen, Publ. P No 1, Bibliothek der Provinz, Weitra 1999, ISBN 978-3-85252-301-9.
- Still. Leben, Bibliothek der Provinz, Weitra 2011, ISBN 978-3-85252-836-6.